# Nobilitárium
Névváltozatok: nemesi iratok (rövidítés: ns. iratok [Forgon, 265. l.])

la: acta nobilitaria

Rövidítések

A nobilitárium az armálisok, nemesi összeírások, taxajegyzékek, magisztrátusi jegyzőkönyvek, okiratok, címereslevél-gyűjtemények és más, a nemességre vonatkozó források elkülönített egysége a levéltárakon belül. 
A levéltárak egyik legterjedelmesebb forrásanyaga a nemességgel függött össze. Egykor a nemesség külön jogi és közigazgatási elbírálásban részesült a társadalomban és a gyakran felmerülő jogi ügyletek miatt szükség volt arra, hogy a nemességgel összefüggő dokumentumok állandóan rendelkezésre álljanak. Ez a célt szolgálták a nobilitáriumban elhelyezett anyagok.   

## Kapcsolódó szócikk
- Levéltár